# Vantaggio di costo
Il vantaggio di costo (o leadership di costo) è una delle due tipologie di vantaggio competitivo individuate da Michael Porter e rappresenta l'obiettivo della strategia di leadership di costo.
Secondo la definizione che ne dà lo stesso Porter, "un'impresa ha un vantaggio di costo se i suoi costi cumulati per realizzare tutte le attività generatrici di valore sono più bassi di quelli dei suoi concorrenti" (Porter, The Competitive Advantage).
Quello che conta nella strategia di leadership di costo è la cosiddetta posizione di costo relativa, ovvero il ranking dell'impresa in termini di costi affrontati rispetto alle concorrenti. Questa è determinata da:
- il controllo delle determinanti di costo;
- la configurazione della catena del valore.

## Le determinanti di costo
Le determinanti di costo, così come individuate in Porter e nei contributi successivi sono:
- l'utilizzo della capacità produttiva;
- le economie di scala;
- le economie di apprendimento;
- la tecnologia;
- la tecnologia e la progettazione di processo;
- i costi di approvvigionamento;
- l'efficienza residuale.

L'importanza relativa dei diversi fattori varia sia in relazione al settore in cui l'impresa opera, sia al tipo di attività di volta in volta analizzate tra quelle svolte dall'impresa. Il focus sull'attività è del resto una caratteristica fondamentale dell'approccio inaugurato da Porter con The Competitive Advantage, la cosiddetta activity based analysis.

### L'utilizzo della capacità produttiva
La capacità produttiva (productive capacity), o dimensione minima efficiente, o capacità produttiva ottima, per distinguerla da quella minima, può essere definita in sintesi come quel livello di output che permette di utilizzare i fattori produttivi nel modo tecnicamente ed economicamente più efficiente, e corrisponde quindi a quel volume di produzione per unità di tempo cui è associato il costo medio unitario minore, quando sia dato e costante l'impianto di produzione.
Il controllo delle determinanti di costo che faccia leva sul grado di utilizzo della capacità produttiva deve tendere a:
- ridurre le fluttuazioni dei volumi di produzione. Un'impresa che sperimenta una domanda per i suoi prodotti molto fluttuante o con caratteri di accentuata stagionalità, necessariamente, per far fronte ai picchi, avrà normalmente capacità produttiva inutilizzata. Per fare un esempio può pensarsi ad un albergo situato in un posto di mare, in cui il turismo sia esclusivamente estivo. Per riuscire ad assorbire le richieste di camere durante il periodo estivo l'albergo avrà un numero di stanze tale da risultare maggiore di quello necessario a soddisfare le richieste nei restanti periodi dell'anno. Una possibile soluzione al problema potrebbe in questo caso essere quella di promuovere nella cittadina un turismo anche diverso da quello estivo, magari organizzando incontri culturali. Il turismo "culturale" ha infatti caratteri di stagionalità meno accentuati e potrebbe generare una richiesta di alloggi più costante e distribuita nel corso dell'anno. In generale, la politica da seguire è quella di scegliere un mix di clienti caratterizzati da picchi di domanda in periodi diversi.
- ridurre la sensibilità dei costi unitari all'utilizzazione della capacità produttiva, riducendo il rapporto costi fissi/variabili. Infatti, minore è il rapporto tra costi fissi e costi variabili, minore è la variazione dei costi medi unitari generata da variazioni del volume di produzione. Può ad esempio pensarsi ad un'impresa che si occupi anche della distribuzione e della vendita dei propri prodotti. Laddove l'impresa decidesse di affidarsi ad agenti di vendita remunerati su provvigione piuttosto che contare su forze di vendita proprie, questo di fatto ridurrebbe i costi fissi dell'impresa, trasferendo il rischio dell'invenduto sull'agente.

### Lo sfruttamento delle economie di scala
Le economie di scala, dette anche economie di scala statiche, per distinguerle da quelle dinamiche, sono da un lato correlate ai rendimenti di scala, e quindi generate da fattori tecnici, statistici e organizzativi, e dall'altro derivano da fattori connessi con il controllo del mercato, come le cosiddette economie monetarie.
La sensibilità alla scala, cioè l'ampiezza delle economie di scala, varia molto tra settori e attività. Così ad esempio, sono caratterizzate da forti economie di scala attività come lo sviluppo dei prodotti, il marketing, le attività infrastrutturali.
Per sfruttare le economie di scala al fine dell'ottenimento di un vantaggio di costo occorre in via preliminare:
- identificare e comprendere come agiscono i fattori di scala sulle singole attività dell'impresa;
- adottare la misura della scala che meglio individua questi meccanismi.

Fatto questo si sceglie poi la scala più adeguata ad ogni attività, magari decidendo l'eventuale esternalizzazione di alcune attività, con spin-off o esternalizzazioni, oppure internalizzandone altre, ricorrendo ad acquisizioni, fusioni o joint-venture.
I limiti all'utilizzo di economie di scala nell'ottenimento di un vantaggio competitivo sono:
- l'opportunità di perseguire una strategia di differenziazione. Può cioè accadere che l'incremento del valore di mercato connesso alla differenziazione superi i costi più alti associati alla bassa scala di produzione. Un esempio famoso fu quello dell'ascesa della General Motors a danno della Ford negli anni '20. È rimasto famoso il detto di Henry Ford: "Chiedetemi tutto, purché sia una Ford T di colore nero", a simboleggiare l'ampio sfruttamento dell'economie di scala a discapito della differenziazione. Ford fu infatti il primo ad impiegare i concetti teorizzati da Frederick Taylor sulla divisione scientifica del lavoro (il termine fordismo, che indica genericamente la modalità di produzione in serie con catena di montaggio e la fase industriale relativa, si riferisce appunto a Ford). Tale strategia fu la causa dell'ascesa della Ford, ma ne determinò anche il declino.
- la perdita di flessibilità. Maggiore è la dimensione di imprese e impianti minore è la facilità di adeguarsi ai cambiamenti. Quando l'impresa opera in settori in rapido cambiamento questo può dunque costituire un freno alla capacità dell'impresa di adeguarsi ai cambiamenti nella domanda e nelle tecniche di produzione.
- il prevalere di diseconomie di scala. Maggiore è la dimensione dell'impresa maggiori sono infatti i problemi connessi con:
  - l'incremento di complessità e i costi di coordinamento;
  - le basse motivazioni e l'alta sindacalizzazione dei dipendenti;
  - gli aumenti di prezzo degli input.

### Le economie di apprendimento
Con il termine economie di apprendimento (o economie di scala dinamiche), si fa riferimento alla riduzione dei costi medi unitari generata dall'apprendimento (learning).
È importante notare che l'apprendimento può avvenire sia a livello individuale, ad esempio il miglioramento nell'abilità e nella soluzione dei problemi (problem solving), sia a livello di gruppo, come ad esempio il perfezionamento delle routine organizzative.
Il tasso di apprendimento varia notevolmente fra le attività e dipende anche dalla loro configurazione.
Al fine di controllare questa determinante di costo è necessario:
- mantenere l'esclusività dell'apprendimento diminuendo il tasso di ricaduta. Il tasso di ricaduta dell'apprendimento stabilisce infatti in che misura l'apprendimento può costituire la base di un vantaggio di costo per una specifica impresa o soltanto la causa di una diminuzione dei costi per l'intero settore industriale. Ciò può essere fatto, ad esempio, "legando" all'impresa con un sistema di premi e incentivi i dipendenti che operano in posizioni chiave già da un certo tempo al suo interno.
- gestire l'impresa tenendo conto delle economie di apprendimento. Famosa in questo senso fu la strategia di penetrazione della divisione moto della Honda sui mercati inglesi. La Honda infatti fissò i prezzi di vendita ad un livello inferiore ai costi sostenuti all'entrata, ma comunque superiore al livello stimato dei costi nel futuro con l'accumulo di esperienza. Oltre questo va ricordata la necessità di configurare le attività in modo tale da migliorare la possibilità di apprendimento individuale e collettivo.